# Powiat kłobucki
Powiat kłobucki – powiat w Polsce położony na północy województwa śląskiego. Utworzony został w 1952 roku. Zlikwidowany w 1975. Ponownie utworzony w 1999 roku w wyniku reformy administracyjnej. Jego siedzibą jest Kłobuck.
Według danych z 31 grudnia 2023 roku powiat zamieszkiwało 82 220 osób.

## Struktura
W skład powiatu wchodzą:
- gminy miejsko-wiejskie: Kłobuck, Krzepice
- gminy wiejskie: Lipie, Miedźno, Opatów, Panki, Popów, Przystajń, Wręczyca Wielka
- miasta: Kłobuck, Krzepice

## Historia

### Początki osadnictwa
Najstarsze ślady pobytu człowieka na tej ziemi pochodzą z ok. X tysiąclecia p.n.e., tuż po ustąpieniu lodowca, ale właściwa kolonizacja rozpoczęła się od IX wieku n.e. Wczesne średniowiecze było okresem następnej fali osadniczej ludności pochodzącej ze Śląska. Pierwsze wzmianki w dokumentach historycznych – o tych stronach – datowane są na rok 1262 kiedy to w Iwanowicach odbył się zjazd książąt dzielnicowych – Bolesława Pobożnego i Bolesława V Wstydliwego.
W XI w. ziemie współczesnego powiatu kłobuckiego należały do ziemi krakowskiej i były własnością Kazimierza II Sprawiedliwego (1179 r.). Sto lat później pierwsze dokumenty wymieniały Adama, kasztelana z Krakowa, jako zarządzającego tą ziemią. Ten podział administracyjny był utrzymywany prawie do końca XIII w. Początków odrębności administracyjno – terytorialnej należy doszukiwać się po układzie książąt piastowskich z roku 1296 w Krzywiniu: po wyłączeniu Kłobucka z zakresu władzy kasztelańskiej i wprowadzeniu urzędu starosty.

### Średniowiecze
Różne źródła historyczne podają różne daty powstania miasta Kłobucka. Pod rokiem 1344 dokument Kazimierza III Wielkiego wymienia Prutenusa, jako wójta kłobuckiego, zaś w roku 1339 Kazimierz Wielki zwolnił mieszkańców Kłobucka od wielu danin i powinności.
Istotnym zdarzeniem było odparcie najazdu wojsk Mikołaja opolskiego w 1474 roku. W mieście zdarzały się pożary, które kilkakrotnie nieomal doszczętnie niszczyły zabudowania. W okresie umacniania władzy królewskiej w Polsce Kłobuck miał duże znaczenie, czego dowodem były trzy wizyty Króla Władysława II Jagiełły w tym mieście (w roku 1416, 1420 i 1426).
W latach 1434–1449 żył w Kłobucku kanonik krakowski, historyk Jan Długosz – piastujący tu funkcję proboszcza. Z tego okresu pochodzi opis Kłobucka zamieszczony w Historii Polski. Dzięki położeniu na szlaku handlowym, łączącym Śląsk z Wielkopolską – Kłobuck w średniowieczu rozwijał się prężnie, szczególnie rozwijało się rzeźnictwo w oparciu o pędzone tą trasą bydło. To z kolei spowodowało rozwój miejscowego rolnictwa jako źródła zaopatrzenia już istniejących rzeźni.
Od połowy XIV wieku ośrodkiem władzy administracyjnej na tych ziemiach było starostwo niegrodowe w Krzepicach.

### Degradacja
W roku 1658, decyzją Sejmu Warszawskiego, wyłączono Kłobuck ze starostwa krzepickiego i oddano pod zarząd zakonowi paulinów. Wskutek tej ostatniej decyzji Kłobuck zyskał miano starostwa w powiecie lelowskim. W okresie II rozbioru (1796 r.), odebrano paulinom starostwo Kłobuckie i włączono do dóbr rządowych. Wówczas to z nadania króla pruskiego prywatnym właścicielem miasta stał się Chrystian hrabia Luttichau. W cztery lata później miasto oddano pruskiemu ministrowi Christianowi hr. Haugwitzowi. Po powstaniu Księstwa Warszawskiego Kłobuck znalazł się w powiecie częstochowskim departamentu kaliskiego, a po klęsce Napoleona ziemie te znalazły się w województwie kaliskim, obwodzie wieluńskim i powiecie częstochowskim. Kolejna reorganizacja nastąpiła po upadku powstania listopadowego, wówczas to ziemie te przypisano do guberni warszawskiej. W 1866 roku, na mocy ukazu carskiego, Kłobuck znalazł się w powiecie częstochowskim guberni piotrkowskiej. Reperkusją po klęsce powstania styczniowego była utrata praw miejskich Kłobucka na mocy postanowienia rosyjskiego Komitetu Urządzającego z dnia 23 stycznia 1870 roku, a następnie włączenie do gminy Kamyk (decyzja gubernatora piotrkowskiego z dnia 30.09.1870 r.).

### XX wiek

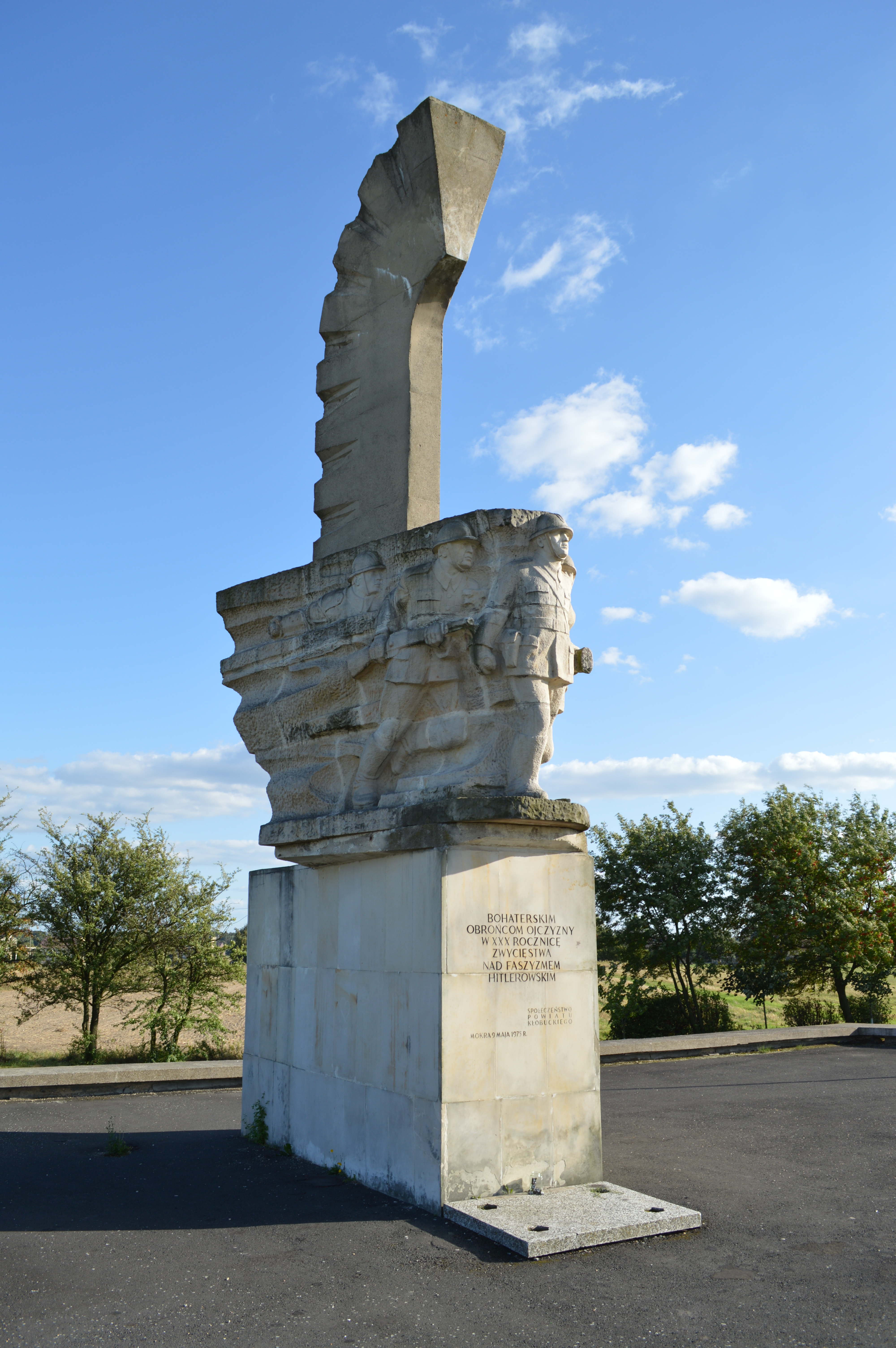
Pomnik upamiętniający Bitwę pod Mokrą

Przywrócenie praw miejskich nastąpiło dopiero w 1916 roku, a w rok później otwarto filię częstochowskiego urzędu powiatowego. W czasie II wojny światowej Kłobuck był włączony do III Rzeszy, jako część powiatu Blachownia w rejencji opolskiej w prowincji Śląsk (od stycznia 1941 roku w prowincji Górny Śląsk). Po II wojnie światowej z północnej części powiatu częstochowskiego wyodrębniono powiat kłobucki na mocy rozporządzenia Rady Ministrów z 12 kwietnia 1952 roku. Powiat w tej formie przetrwał do 1 czerwca 1975 roku, kiedy to kolejna reforma administracji państwowej zlikwidowała powiaty. Od 1 stycznia 1999 roku Kłobuck ponownie jest powiatem – związkiem 7 gmin i 2 miast, z których największą terytorialnie jest gmina Wręczyca Wielka, a najmniejszą gmina Panki. Łącznie zamieszkuje te ziemie ok. 86 tys. mieszkańców, w tym 18,6 tys. w dwóch miastach (Kłobucku i Krzepicach).

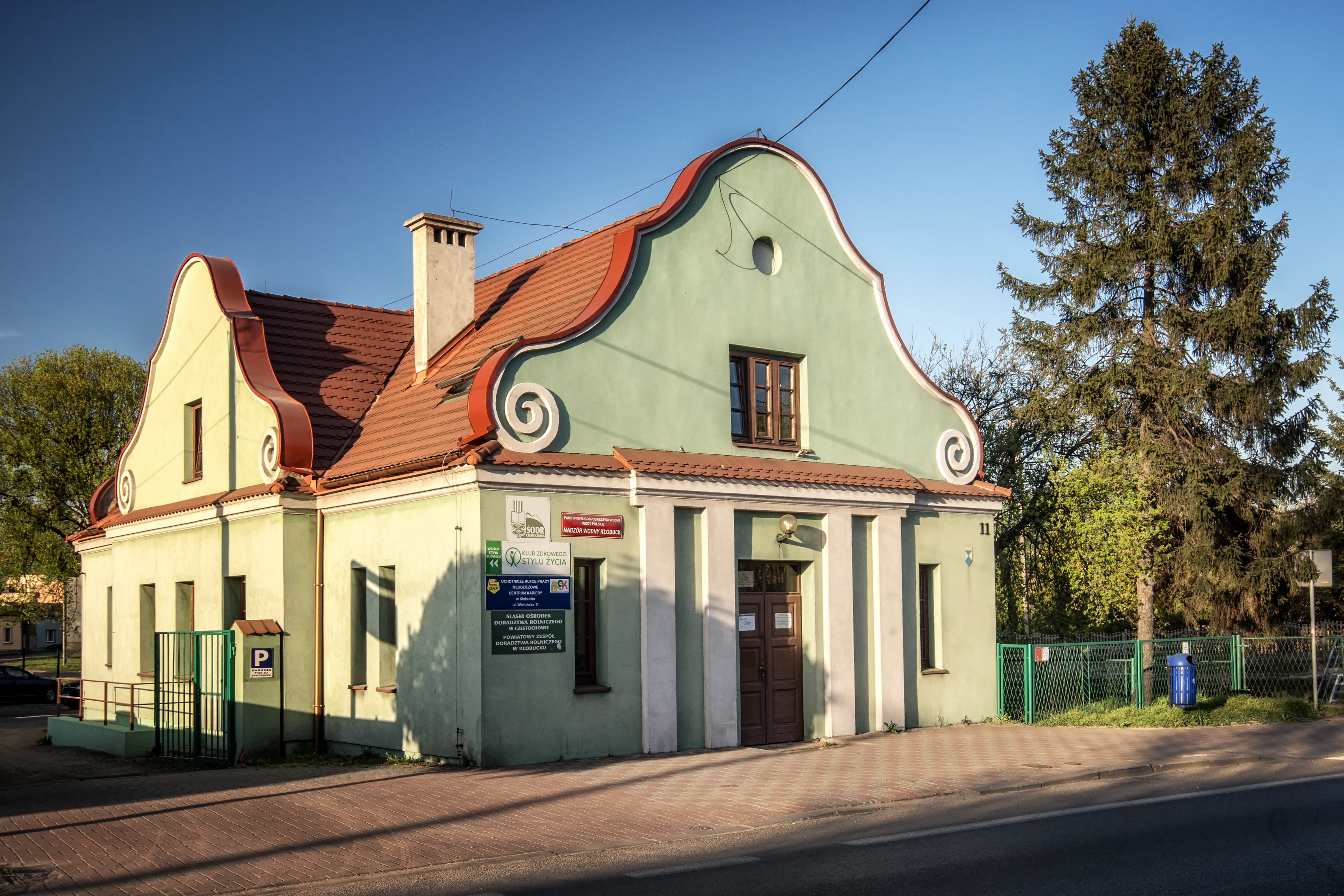
Siedziba Wydziału Komunikacji i Transportu

## Ochrona przyrody
Na terenie powiatu utworzono parki krajobrazowe i rezerwaty przyrody chroniące głównie cenne kompleksy leśne.

### Parki krajobrazowe
- Załęczański Park Krajobrazowy
- Park Krajobrazowy Lasy nad Górną Liswartą

### Rezerwaty przyrody
- Bukowa Góra – rezerwat ścisły
- Dębowa Góra
- Modrzewiowa Góra
- Stawiska
- Szachownica
- Zamczysko

## Miasta
| Miasto   | Herb | Ludność | Powierzchnia |
| Kłobuck  |      | 13 237  | 47,53 km²    |
| Krzepice |      | 4 532   | 27,71 km²    |

## Wsie powyżej 1000 mieszkańców
| Wieś              | Gmina           | Liczba ludności |
| ----------------- | --------------- | --------------- |
| Wręczyca Wielka   | Wręczyca Wielka | 2718            |
| Miedźno           | Miedźno         | 2529            |
| Przystajń         | Przystajń       | 2283            |
| Ostrowy nad Okszą | Miedźno         | 2100            |
| Truskolasy        | Wręczyca Wielka | 2044            |
| Łobodno           | Kłobuck         | 1810            |
| Panki             | Panki           | 1733            |
| Kalej             | Wręczyca Wielka | 1668            |
| Biała             | Kłobuck         | 1451            |
| Starokrzepice     | Krzepice        | 1319            |
| Złochowice        | Opatów          | 1283            |
| Kamyk             | Kłobuck         | 1245            |
| Opatów            | Opatów          | 1213            |
| Waleńczów         | Opatów          | 1112            |
| Lipie             | Lipie           | 1103            |
| Borowe            | Wręczyca Wielka | 1044            |
| Szarlejka         | Wręczyca Wielka | 1011            |

## Starostowie

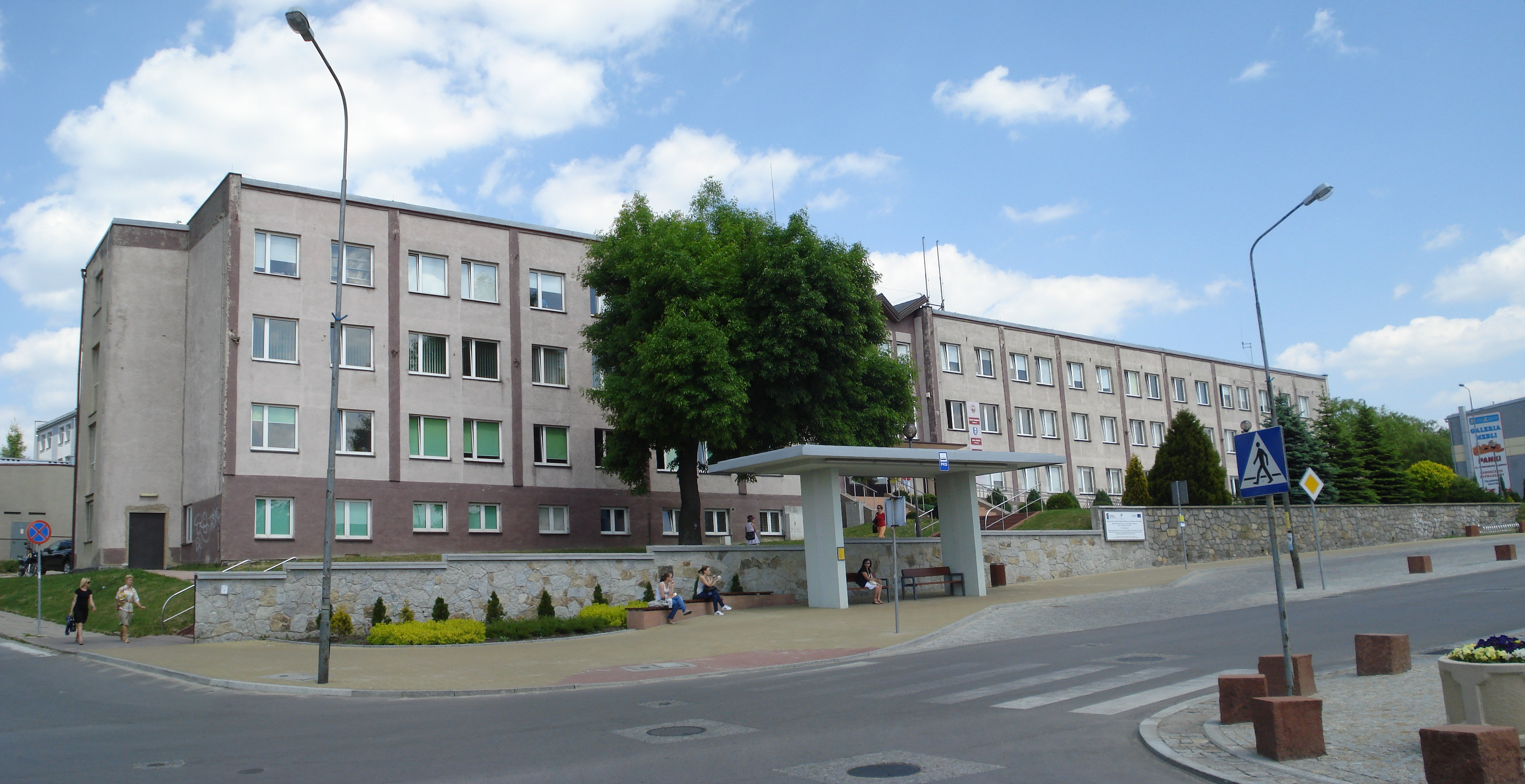
Siedziba starostwa powiatu

- Dariusz Desperak
- Krzysztof Nowak[4]
- Stanisław Garncarek[5]
- Maciej Biernacki[6]
- Roman Minkina[7]
- Henryk Kiepura[8]
- Dariusz Pilśniak[1]

## Rada Powiatu
| Ugrupowanie                                                      | 2002 | 2006    | 2010 | 2014       | 2018       | 2024               |
| ---------------------------------------------------------------- | ---- | ------- | ---- | ---------- | ---------- | ------------------ |
| Sojusz Lewicy Demokratycznej                                     | 8    | 5 (LiD) | 8    | 3 (SLD LR) | 1 (SLD LR) |                    |
| Polskie Stronnictwo Ludowe                                       | 8    | 6       | 7    | 12         | 8          | 6 (TD- PL2050-PSL) |
| Stowarzyszenia na rzecz rozwoju wsi polskiej – "Ziemia Kłobucka" | 1    | –       | –    | –          |            |                    |
| Prawo i Sprawiedliwość                                           | 4    | 4       | 4    | 4          | 8          | 9                  |
| Platforma Obywatelska                                            | –    | 3       | –    | –          |            | 1                  |
| Samoobrona                                                       | –    | 3       | –    | –          |            |                    |
| Koalicja Samorządowa                                             | –    | –       | 1    | 2          | 2          | 3                  |
| Stowarzyszenie Inicjatyw Społecznych w Kłobucku                  | –    | –       | 1    | –          |            |                    |
| Unia Samorządowa Powiatu Kłobuckiego                             | –    | –       | –    | –          | 2          | 2                  |

## Demografia

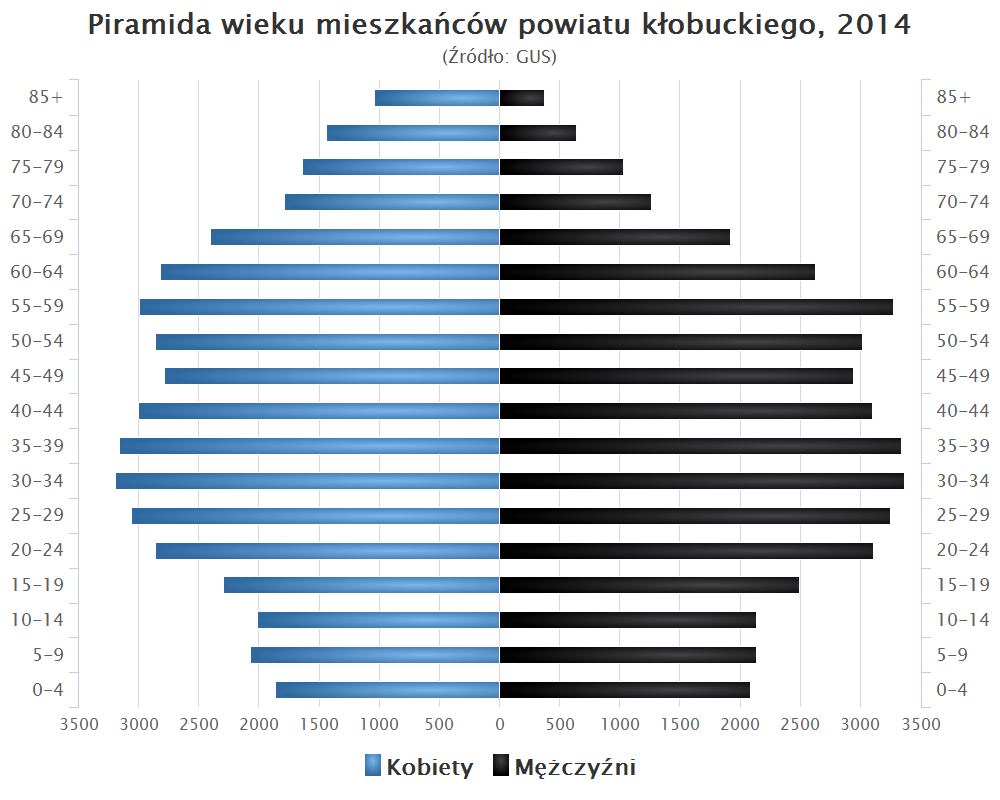
Piramida wieku mieszkańców powiatu kłobuckiego w 2014 roku

Liczba ludności (dane z 30 czerwca 2005):
|        | Ogółem | Ogółem | Kobiety | Kobiety | Mężczyźni | Mężczyźni |
| osób   | %      | osób   | %       | osób    | %         |           |
| ------ | ------ | ------ | ------- | ------- | --------- | --------- |
| Ogółem | 84 854 | 100    | 43 026  | 50,71   | 41 828    | 49,29     |
| Miasto | 17 767 | 20,94  | 9235    | 10,88   | 8532      | 10,05     |
| Wieś   | 67 087 | 79,06  | 33 791  | 39,82   | 33 296    | 39,24     |

▶Wieś vs ▶miasto
Ogółem (▶k, ▶m)
Miasto (▶k, ▶m)
Wieś (▶k, ▶m)

### Ludność w latach
- 1999 – 86 181
- 2000 – 86 184
- 2001 – 86 088
- 2002 – 84 903
- 2003 – 84 805
- 2004 – 84 830
- 2006 – 84 761
- 2007 – 84 789
- 2008 – 84 867
- 2009 – 85 001
- 2010 – 84 975

Według danych z 31 grudnia 2019 roku powiat zamieszkiwało 84 591 osób. Natomiast według danych z 30 czerwca 2020 roku powiat zamieszkiwało 84 501 osób.

## Infrastruktura

### Drogi
Głównymi drogami biegnącymi przez powiat kłobucki są:
- autostrada A1, stanowiąca na tym odcinku autostradową obwodnicę Częstochowy, połączona z drogą krajową nr 43 węzłem komunikacyjnym we wsi Lgota;
- droga krajowa nr 42 łącząca Kamienną koło Namysłowa z Rudnikiem koło Starachowic;
- droga krajowa nr 43 łącząca Częstochowę z Wieluniem, przebiegająca przez Kłobuck i Krzepice;
- droga wojewódzka nr 491 łącząca Raciszyn pod Działoszynem z Częstochową;
- droga wojewódzka nr 492 biegnąca z miejscowości Ważne Młyny, przez Kłobuck do Blachowni;
- droga wojewódzka nr 494 łącząca Częstochowę z DK45 w Bierdzanach.

### Linie kolejowe
Przez powiat biegną linie kolejowe:
- 131 – magistrala węglowa Chorzów Batory – Tczew
- 181 – Herby Nowe – Oleśnica

## Sąsiednie powiaty
- Częstochowa (miasto na prawach powiatu)
- powiat częstochowski
- powiat lubliniecki
- powiat oleski (opolskie)
- powiat wieluński (łódzkie)
- powiat pajęczański (łódzkie)

## Galeria

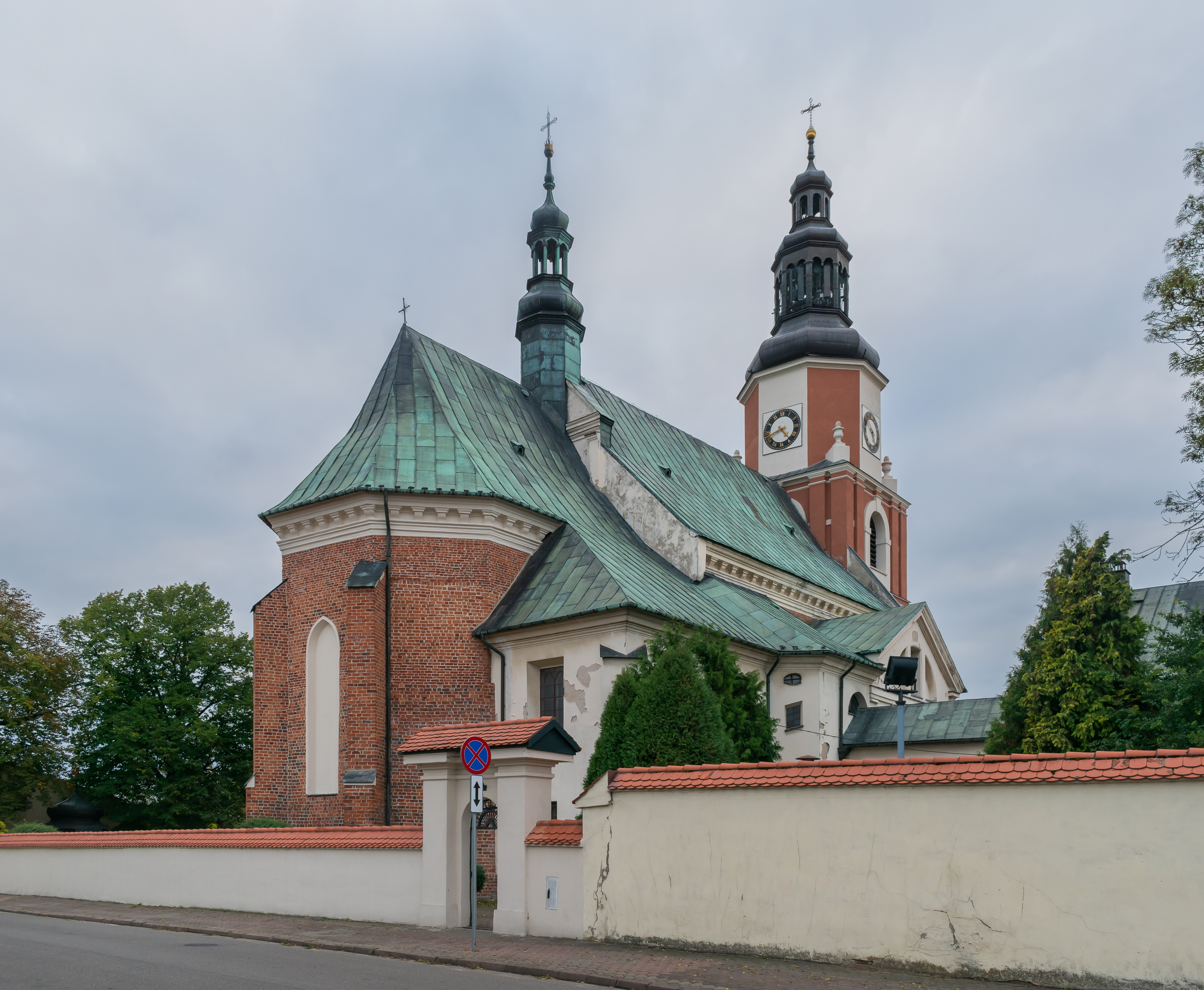
Kościół św. Jakuba w Krzepicach
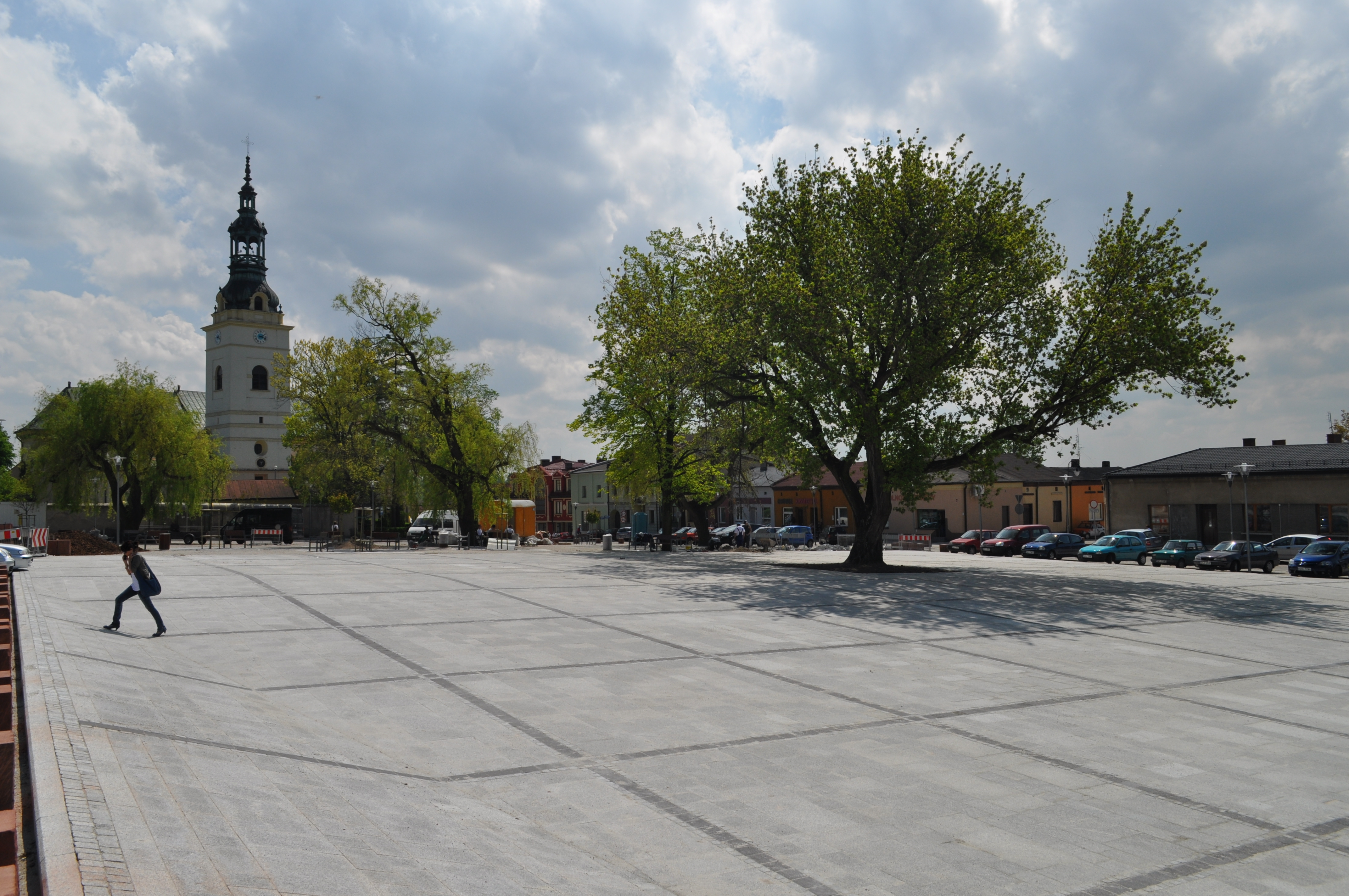
Rynek w Kłobucku, w tle kościół św. Marcina i Małgorzaty
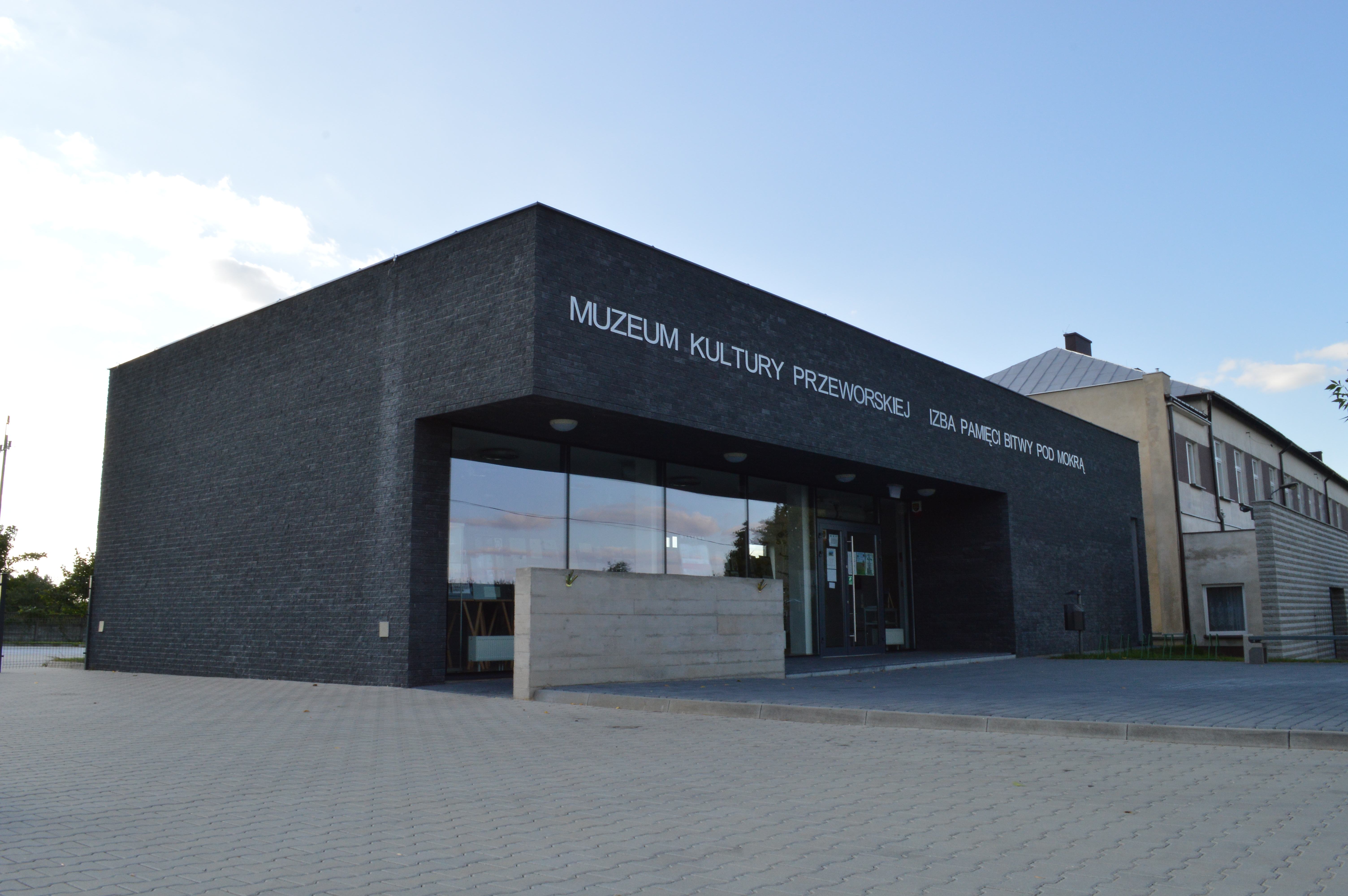
Muzeum Kultury Przeworskiej i Izba Pamięci Bitwy pod Mokrą w Mokrej
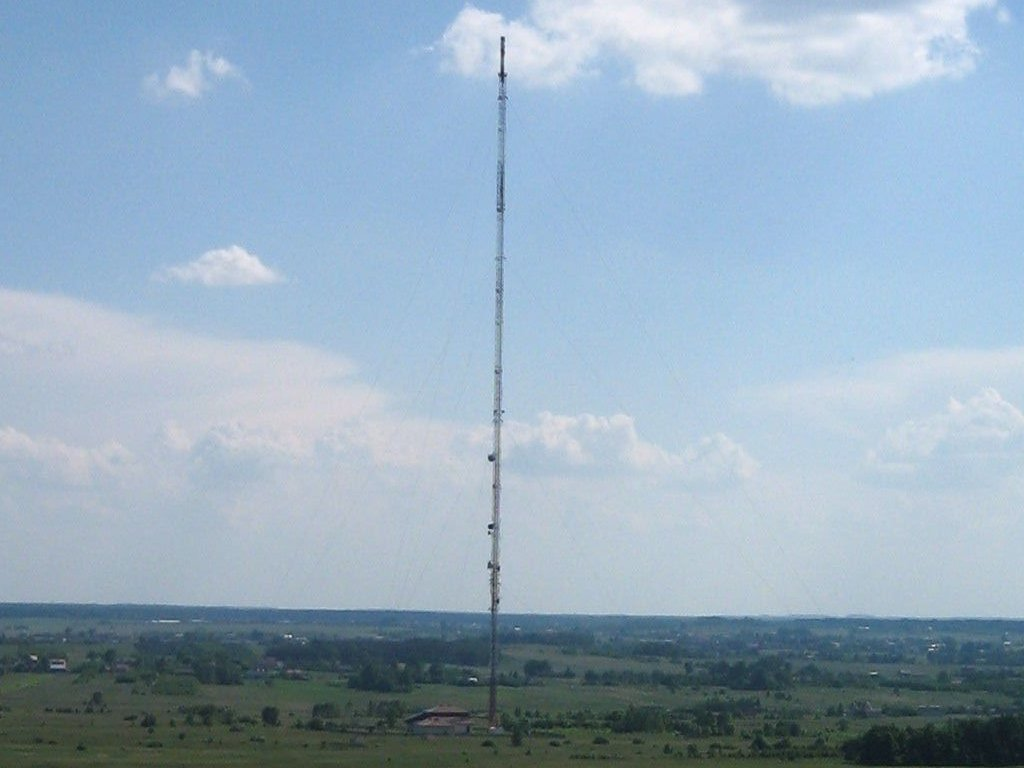
RTCN Klepaczka